# Hannō, Saitama
Hannō (japanska: 飯能市?, Hannō-shi) är en stad i Saitama prefektur i Japan. Staden fick stadsrättigheter 1954.